# Silnice M-1
Silnice M-1 (černohorsky Magistralni put M-1) je silnice v Černé Hoře, černohorská součást Jadranské magistrály. Jde o jednu z nejdelších, nejdůležitějších a nejvytíženějších černohorských silnic, vedoucí kolem pobřeží. Silnice též spojuje Chorvatsko s Albánií. Je dlouhá 163 km.

## Průběh

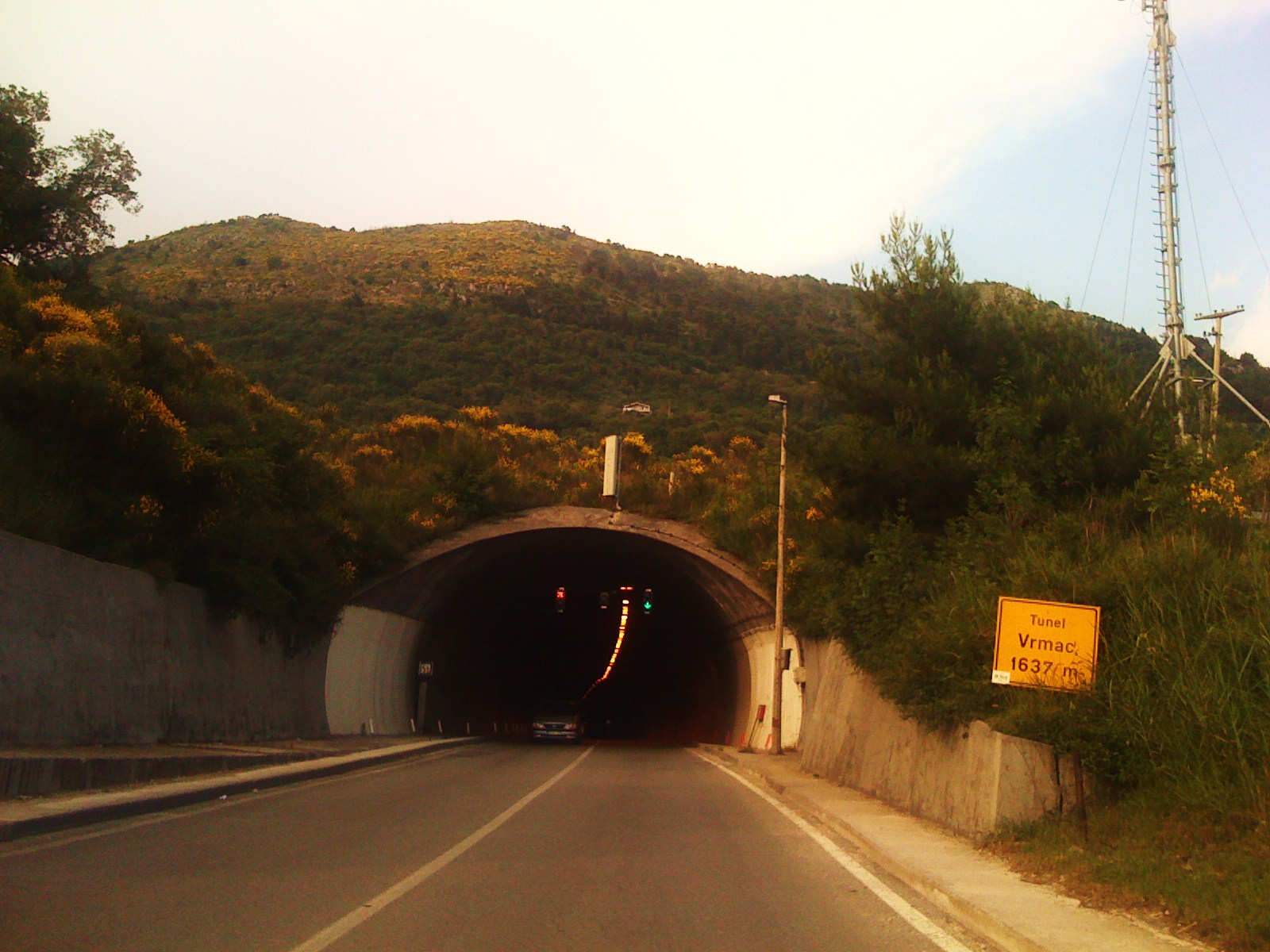
Tunel Vrmac

Silnice M-1 začíná na hraničním přechodu Sutorina-Gunjina, kde navazuje na chorvatskou silnici D8. Prochází vesnicí Sutorina a ihned začíná vést kolem pobřeží. Prochází městy Igalo, Herceg Novi a Bijela. Silnice dále probíhá kolem celého zálivu Boka Kotorska, prochází městy Dobrota, Kotor a Škaljari. U vesnice Dub na silnici leží 1 637 m dlouhý tunel Vrmac, díky kterému silnice míjí celý poloostrov Luštica a město Tivat. Silnice dále prochází vnitrozemskými vesnicemi na jih do města Budva, kde opět pokračuje kolem pobřeží. U Budvy se též nachází 350 m dlouhý tunel Galerija Mogren a 185 m dlouhý tunel Mogren. Silnice od Budvy dále pokračuje na jih do letoviska Sutomore a následně do města Bar. U vesnice Dobra Voda se nachází 300 m dlouhý tunel Ćafe. Silnice pokračuje dále až do města Ulcinj, které však pouze míjí a následně pokračuje přímo do vesnice Pistula ve vnitrozemí. Ve vesnici Krute se opět otáčí a míří přímo k albánským hranicím. Končí na hraničním přechodu Sukobin-Shtuf. Na silnici M-1 pak navazuje albánská silnice SH41.